# Sophie McShera
Sophie McShera (Bradford, 17 maggio 1985) è un'attrice britannica, ha ottenuto la notorietà interpretando il ruolo dell'aiuto cuoca Daisy nella serie Downton Abbey.

## Biografia
Sophie McShera è nata nel quartiere di Holme Wood a Bradford, nello Yorkshire in una famiglia numerosa di origine irlandese da genitori entrambi insegnanti. Da piccola la famiglia si trasferisce a Eccleshill, frequentando il St Joseph's College. Dopo le scuole superiore ha frequentato la Footsteps Theatre School e poi la Brunel University a Londra ottenendo la laurea.
Terminata l'università inizia la carriera di attrice con ruoli da comparsa e guest star in alcune serie TV come Valle di luna e Doctors. Nel 2009 ottiene il primo ruolo importante in Waterloo Road in cui partecipa all'intera quinta stagione. Nel 2010 entra nel cast fisso di Downton Abbey e nel 2015 debutta in una produzione cinematografica di alto livello in Cenerentola.

## Filmografia

### Cinema
- Highway to Dhampus (2013)
- Cenerentola (Cinderella), regia di Kenneth Branagh (2015)
- La vita straordinaria di David Copperfield (The Personal Story David Copperfield), regia di Armando lannucci (2019)
- Downton Abbey, regia di Michael Engler (2019)
- Downton Abbey II - Una nuova era (Downton Abbey II: A New Era), regia di Simon Curtis (2022)

### Televisione
- Valle di luna (Emmerdale) – serial TV, 2 puntate (2007)
- Doctors – serial TV, 1 puntata (2008)
- Survivors – serie TV, 1 episodio (2008)
- Waterloo Road – serie TV, 19 episodi (2009-2010)
- Downton Abbey – serie TV, 52 episodi (2010-2015)
- The Job Lot – serie TV, 10 episodi (2013-2015)
- Galavant – serie TV (2015-2016)
- Inside No. 9  – serie TV, 1 episodio (2015)
- I misteri di Murdoch (Murdoch Mysteries) – serie TV, episodio 12x01 (2018)
- La regina degli scacchi (The Queen's Gambit) – serie TV, episodi 1 e 2 (2020)

## Doppiatrici italiane
Nelle versioni in italiano delle opere in cui ha recitato, Sophie McShera è stata doppiata da:
- Emanuela Damasio in Downton Abbey (serie televisiva e film), Cenerentola, Downton Abbey II - Una nuova era